# Ratari (Ivanjica)
Pour les articles homonymes, voir Ratari.

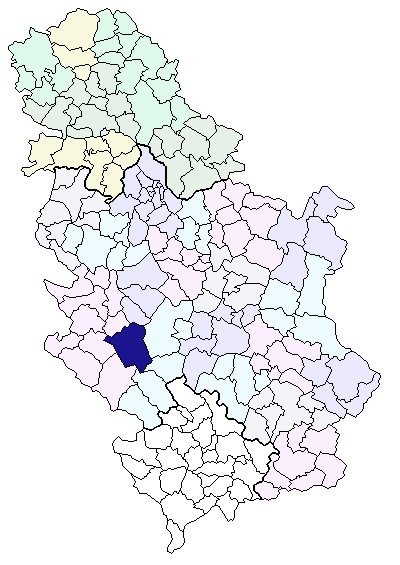
Situation de la municipalité d'Ivanjica en Serbie

Ratari, en serbe cyrillique Ратари, est un village de Serbie situé dans la municipalité d’Ivanjica, district de Moravica.

Ratari est situé sur les bords de la Studenica.